# Ozarba grisescens
Ozarba grisescens is een vlinder van de familie van de uilen (Noctuidae). De wetenschappelijke naam van deze soort is voor het eerst voorgesteld als Oedicodia grisescens door Emilio Berio in een publicatie uit 1947.
De soort komt voor in Ethiopië en Kenia.